# Daniel Revenu
Daniel Jean Claude Ernest Revenu (* 5. Dezember 1942 in Issoudun; † 3. Januar 2024) war ein französischer Fechter. Er gewann bei Olympischen Spielen von 1964 bis 1976 eine Goldmedaille und fünf Bronzemedaillen mit dem Florett.

## Sportliche Karriere
Daniel Revenu gewann seine erste internationale Medaille bei den Fechtweltmeisterschaften 1963, als er zusammen mit Guy Barrabino, Jacky Courtillat, Jean-Claude Magnan und Pierre Rodocanachi Bronze im Mannschaftswettbewerb erfocht. 1964 erreichte er bei den Olympischen Spielen in Tokio den dritten Platz im Einzel hinter dem Polen Egon Franke und Jean-Claude Magnan. Die Equipe mit Courtillat, Magnan, Christian Noël, Revenu und Rodocanachi gewann Bronze. 1965 fanden die Fechtweltmeisterschaften in Paris statt. Vor heimischem Publikum gewann Magnan im Einzelwettbewerb Gold vor Revenu. Die Equipe in der Besetzung des Vorjahres erfocht die Bronzemedaille.
Bei den Olympischen Spielen 1968 in Mexiko-Stadt siegte im Florett-Einzel der Rumäne Ion Drîmbă. Dahinter mussten der Ungar Jenő Kamuti, Daniel Revenu und Christian Noël mit je drei Siegen im Finale der sechs besten Fechter ins Stechen. Kamuti gewann im Stechen die Silbermedaille, Revenu erhielt Bronze und Noël belegte den vierten Platz. Die Equipe mit Gilles Berolatti, Jacques Dimont, Jean-Claude Magnan, Christian Noël und Daniel Revenu besiegte im Finale die sowjetische Mannschaft und gewann nach sechzehn Jahren wieder Mannschaftsgold mit dem Florett.
1969 und 1970 gewann die sowjetische Mannschaft Gold bei den Weltmeisterschaften, die Franzosen gingen leer aus. Bei den Fechtweltmeisterschaften 1971 in Wien siegte die Equipe mit Bruno Boscherie, Jean-Claude Magnan, Christian Noël, Daniel Revenu und Bernard Talvard. 1972 bei den Olympischen Spielen in München schied Revenu im Halbfinale des Einzelwettbewerbs aus. Die Equipe mit Gilles Berolatti, Jean-Claude Magnan, Christian Noël, Daniel Revenu und Bernard Talvard erkämpfte die Bronzemedaille.
1974 fanden die Fechtweltmeisterschaften wieder in Frankreich statt. In Grenoble gewannen Didier Flament, Christian Noël, Daniel Revenu und Bernard Talvard die Bronzemedaille in der Mannschaftswertung. 1975 in Budapest waren die Franzosen noch erfolgreicher. Christian Noël, Frédéric Pietruszka, Daniel Revenu und Bernard Talvard gewannen Mannschaftsgold vor der Sowjetunion. Bei den Olympischen Spielen 1976 in Montreal erfocht die Equipe mit Didier Flament, Christian Noël, Frédéric Pietruszka, Daniel Revenu und Bernard Talvard die Bronzemedaille.